# Уюлу
Уюлу (устар. Уйулу) — река в Кобяйском улусе Якутии, приток реки Лена. Протяжённость реки составляет 74 км.
Вытекает из озера Хатынгнах на высоте 64 метра над уровнем моря. Течёт в северном направлении через лиственничный лес по равнинной местности и впадает в протоку Лены Кюнкябир, впадающую в Лену слева в 1086 км от устья.
Питание реки происходит в основном за счёт таяния снега и летних дождей. Замерзает в октябре, вскрывается в мае. Характерны летние дождевые паводки. Правый приток — Чылпакан.
В реке водятся виды рыб: окунь, ёрш, пескарь, налим и др.

## Данные водного реестра
По данным государственного водного реестра России относится к Ленскому бассейновому округу. Код водного объекта — 18030900112117500000065.